# Formula Challenge Japan
La Formula Challenge Japan (abbreviata in FCJ) è un campionato motoristico riservato a vetture con ruote scoperte, con base in Giappone. Nato nel 2006 è collegato con la più importante serie motoristica del Paese, la Formula Nippon. Funge da campionato di preparazione verso serie più impegnative ed è sostenuto da importanti case motoristiche quali Honda, Toyota e Nissan. Dal punto di vista tecnico si posiziona al di sotto della F3 giapponese, ma al di sopra della F4.

## La struttura
Supportato dalle tre più importanti case motoristiche nipponiche, i piloti che vi partecipano arrivano dalle varie accademie di guida create da tali case, ai quali si affiancano anche piloti privati,  che rispondono a determinati requisiti tecnici.
Per partecipare alla serie, occorre essere di età inferiore a 26 anni ed in possesso della licenza National A  e non aver mai corso in Formula 3 o categoria più importanti. La tassa d'iscrizione si aggira sui 7,5 milioni di yen.  Pur nascendo per la formazione di giovani piloti giapponesi, la serie ospita anche piloti stranieri.
Le vetture sono costruite dalla italiana Tatuus, e sono spinte da un motore 2000 cm³ con una potenza di 200 cv; il cambio è sequenziale a sei rapporti, simile a quello utilizzato nella Formula Renault 2.0. Il motore è fornito dalla Renault anche se viene ridenominato FCJ, ed è sviluppato dalla Nismo. Gli pneumatici sono forniti dalla Dunlop. Al fine di assicurare l'omogeneità tra le vetture il motore e il cambio sono sigillati prima di essere inviati alle scuderie, così da non poter essere ulteriormente modificati. Per tale ragione le vetture sono conservate dall'organizzazione per la stessa ragione.
Dal 2009 la serie disputa le sue gare negli stessi weekend in cui si disputa la Formula Nippon, utilizzando così i più importanti circuiti del Paese, quali il Circuito del Fuji, quello di Suzuka, il Twin Ring Motegi e il Circuito di Sugo.

## Sistema di punteggio
- I punti sono assegnati secondo lo schema seguente:

| Posizione | 1° | 2° | 3° | 4° | 5° | 6° | 7° | 8° | 9° | 10° | Pole | GPV |
| Punti     | 20 | 15 | 12 | 10 | 8  | 6  | 5  | 4  | 3  | 2   | 1    | 1   |
| --------- | -- | -- | -- | -- | -- | -- | -- | -- | -- | --- | ---- | --- |

## Albo d'oro
| Stagione | Campione            |
| -------- | ------------------- |
| 2006     | Yuhi Sekiguchi      |
| 2007     | Keisuke Kunimoto    |
| 2008     | Yuji Kunimoto       |
| 2009     | Kazuki Miura        |
| 2010     | Yuichi Nakayama     |
| 2011     | Takamoto Katsuta    |
| 2012     | Nobuharu Matsushita |
| 2013     | Kenta Yamashita     |